# FC Sarnen
Der FC Sarnen ist ein Schweizer Fussballverein aus Sarnen.

## Geschichte
Der Verein FC Sarnen wurde am 12. Februar 1933 gegründet. Ein Jahr später kam es zur Fusion mit dem FC Läubli und es wurde die erste Juniorenmannschaft gegründet. 1937 konnte der Verein die Meisterschaft nicht bestreiten, weil kein Spielfeld zur Verfügung stand. Ein Jahr später beschloss die Generalversammlung, den Spielbetrieb wieder aufzunehmen. Der damalige Verband beschloss eine Zulassung des Spielfelds für Meisterschaftsspiele. Der FC Sarnen wurde in der Serie C Gruppenerster und stieg auf. Wegen des Zweiten Weltkriegs wurde 1939 der Fussballbetrieb in der ganzen Schweiz eingestellt. Der Innerschweizer Fussballverband wurde 1941 aufgelöst und die Vereine traten dem Schweizerischen Fussball- und Athletik-Verband (SFAV) bei. 1942 wurde der Spielbetrieb trotz grosser Schwierigkeiten wiederaufgenommen. 1944 zog der FC Sarnen seine Mannschaft wegen Streitigkeiten aus der Meisterschaft zurück. 1945 wurde er Gruppenmeister der 4. Liga. Einhergehend damit gründete der Verein eine zweite Mannschaft.
1947 stieg Sarnen wieder in die 4. Liga ab. 1954 entstand die erste Juniorenmannschaft, die unter dem Obmann Otto Amstad die Meisterschaft bestritt. 1955 wurde Amstad zusätzlich Vereinspräsident. Der Verein wurde Gruppenmeister, verlor jedoch die Aufstiegsspiele in die 3. Liga, was sich in den beiden folgenden Saisons wiederholte. Im Jahr 1958 feierte der Verein sein 25-jähriges Bestehen mit dem National-Ligaspiel FC Luzern – FC Cantonal (Neuenburg). Amstad trat 1959 vom Amt des Präsidenten zurück, um sich stärker dem Nachwuchs zu widmen.
Mit dem Spiel des FC Thun gegen den FC Schaffhausen feierte der Verein 1963 sein 30-jähriges Bestehen. Die erste Mannschaft stieg 1966 in die 2. Liga auf und ein Jahr später konnte der Verein den ungarischen Erfolgstrainer Sandor Kutik verpflichten. 1969 stieg der FC Sarnen wieder in die 3. Liga ab. 1981 spielt der Verein im Schweizer Cup gegen den SC Kriens und musste eine 0:4-Niederlage hinnehmen. 1983 wurde das 50. Vereinsjubiläum und zu diesem Anlass auf dem Fussballplatz die Einweihung des neuen Clubhauses gefeiert. Neuer Trainer wurde 1983/84 Hans Rottenberger. Kurz nach dem Aufstieg in die 3. Liga schaffte der Verein einen Durchzug in die 2. Liga. 1984/85 wechselte der ehemalige Schweizer Nationalspieler Josef Küttel zum FC Sarnen und Trainer Rottenberger verliess den Verein. Umberto Foschini übernahm 1985/86 die erste Mannschaft.
1990/91 wurde Sigi Würsch neuer Trainer. Eine Saison später stieg der FC Sarnen wieder in die 2. Liga auf. Peter Schulz erzielte in Brunnen das goldene Tor in der Nachspielzeit zum Aufstieg. 1993/94 erfolgte mit der ersten Mannschaft wieder der Abstieg in die 3. Liga.
2008 feierte der Verein 75 Jahre seines Bestehens. Ausserdem trat der FC Sarnen wieder im Schweizer Cup gegen Super-League-Verein FC Aarau an und verlor das Spiel 1:7 vor 2500 Zuschauern. Die 1. Mannschaft wird in der 2. Liga interregional mit 30 Punkten aus 13 Spielen Wintermeister, die Rückrunde wurde mit 4. Rang abgeschlossen. Im Sommer 2009 endete das Jubiläumsjahr mit der Annahme der Vorlage vom Sarner Stimmvolk mit über 70 % Ja-Stimmen für die „Regionale Sportanlage Seefeld“, die zwei neue Fussballplätze (Kunst- und Naturrasen mit Rundbahn) und dem Umbau des Clubhauses vorsieht. In der Saison 2009/10 schloss die 1. Mannschaft die Saison auf dem 7. Rang der 2. Liga interregional ab. Der Spatenstich für die Regionale Sportanlage erfolgte im Juni 2010.
In der Saison 2014/15 übernimmt Ricardo Pereira mit Rolf Burkhardt als Coach die 1. Mannschaft und steigt eine Saison darauf nach 9 Jahren in der 2. Liga interregional in die 2. Liga regional ab. In der Saison 2016/17 gewann die erste Mannschaft unter Pereira die Regionalmeisterschaft und schaffte den direkten Wiederaufstieg.
In den darauf folgenden Jahren hatte der FC Sarnen immer wieder mit personellen wie auch finanziellen Problemen zu kämpfen. Bis zur Saison 2018/19 schaffte Pereira den Ligaerhalt mit der 1. Mannschaft und gab sein Traineramt nach 5 Jahren ab. Sein Nachfolger wurde Roger Mathis. Aufgrund von personellen Schwierigkeiten im Vereinspräsidium wurde im Oktober 2019 eine ausserordentliche Versammlung einberufen, in der es um die Auflösung des Vereins ging. Der Verein schaffte es kurz vor der Rückrunde im Januar 2020, den Vorstand (ad Interim) wieder vollständig zu besetzen. Die 1. Mannschaft des FC Sarnen überwintert in dieser Saison auf dem letzten Tabellenrang. Aufgrund der Corona-Pandemie wurde der Rückrundenstart verschoben und dann die Saison abgebrochen. So schaffte der FC Sarnen erneut den Ligaerhalt.

## Stadion
Der FC Sarnen trägt seine Heimspiele auf der regionalen Sportanlage Seefeld nahe dem Sarnersee in Sarnen aus. 1936 wurde das Spielfeld auf dem Seefeld vom Innerschweizer Fussballverband gesperrt, da es wegen der Abmessungen für die Durchführung von Verbandspielen nicht ausreichte. Durch das Alpenhochwasser 2005 wurde der Fussballplatz Hasli im August stark beschädigt. Das Wasser erreichte beim Clubhaus eine Höhe von über einem Meter und das Clubrestaurant erlitt einen Totalschaden.

## Erste Mannschaft
Die erste Mannschaft spielt in der fünfthöchsten Spielklasse im Schweizer Fussball, der 2. Liga interregional, Gruppe 4.

### Trainer
- 1982–1983: Othmar Isler
- 1983–1985: Hans Rottenberger
- 1985–1986: Umberto Foschini
- 1986–1989: Fritz Kress
- 1989–1990: Luis Baillo / Othmar Isler
- 1990–1992: Sigi Würsch
- 1992–2000: Peter Schulz
- 2000–2004: Peter Gasser
- Rückrunde 2004: Peter Schulz
- 2004–2008: Sven Leder
- 2008–2010: Peter Schulz
- 2010–2013: Toni Durrer
- 2013–2014: Patrik Odermatt
- 2014–2019: Ricardo Pereira
- 2019–2021: Roger Mathis
- 2021–2022: Elvin Bektesevic
- seit 2022: Cyrill Gasser